# Neretva
Neretva (srbska cirilica: Неретва), znana tudi kot Narenta, je ena večjih rek na vzhodnem delu jadranskega povodja. Štiri elektrarne HE z velikimi jezovi (višjimi od  150,5 metrov) zagotavljajo zaščito pred poplavami, elektriko in vodo. Prepoznana je po naravnem okolju in raznolikosti pokrajine.
Sladkovodni ekosistemi trpijo zaradi vse večjega števila prebivalstva in s tem povezanih razvojnih pritiskov. Eden najdragocenejših naravnih virov Bosne in Hercegovine in Hrvaške je njen sladkovodni vir, ki ga polnijo obilni izviri in bistre reke. Porečje Neretve, ki leži med glavnimi regionalnimi rekami (reko Drino na vzhodu, reko Uno na zahodu in reko Savo), vsebuje najpomembnejši vir pitne vode.
Neretva je znana reka Dinarskega gorovja zlasti po raznolikih ekosistemih in habitatih, rastlinstvu in živalstvu, kulturni in zgodovinski dediščini. 
Njeno ime naj bi izhajalo iz indoevropskega korena * ner, kar pomeni 'potapljati'. Isti koren je viden v srbohrvaškem koru 'roniti'.

## Geografija in hidrologija
Neretva teče skozi Bosno in Hercegovino ter Hrvaško do Jadranskega morja. Je največja kraška reka v Dinarskem gorovju na vzhodnem delu jadranskega povodja. Njena skupna dolžina je 230 kilometrov, od tega 208 kilometrov v Bosni in Hercegovini, zadnjih 22 kilometrov pa v Dubrovačko-Neretvanski županiji na Hrvaškem .
Porečje Neretve obsega 11.798 kvadratnih kilometrov; v Bosni in Hercegovini 11.368 kvadratnih kilometrov z dodatkom povodja reke Trebišnjice, na Hrvaškem pa 430 kvadratnih kilometrov. Povprečni pretok v profilu Žitomislići v Bosni in Hercegovini znaša 233 kubičnih metrov / s, ob ustju na Hrvaškem pa 341 kubičnih metrov / s poleg 402 kubičnih metrov reke Trebišnjice. Porečje reke Trebišnjice je v porečju Neretve vključeno zaradi fizične povezave obeh bazenov s poroznim kraškim terenom.
Hidrološke parametre Neretve redno spremljajo na Hrvaškem v Metkoviću .

### Odseki
Geografsko in hidrološko je Neretva razdeljena na tri odseke.
Njen izvir in soteska sta globoko v Dinarskem gorovju v podnožju Zelengore in Lebršnika, natančneje pod sedlom Gredelj. Rečni izvir je na 1227 metrih nadmorske višine in je sestavljen iz petih majhnih in izrazitih izvirov. Na svoji 90-kilometrski poti skozi prvi odsek Neretva vreže dva izrazito globoka in ozka kanjona ter dve izrazito široki in rodovitni dolini, okrog Uloga in nato okoli Glavatičeva, preden pride do mesta Konjic. Ta odsek je bolj znan tudi kot Zgornja Neretva (bosansko Gornja Neretva) in tu reka teče na splošno od vzhoda-jugovzhoda do severozahoda, kot večina rek Bosne in Hercegovine, ki spadajo v porečje Donave in pokriva približno 1390 kvadratnih kilometrov s povprečnim padcem 1,2 %. Tik pod Konjicem se Neretva znova razširi v tretjo in največjo dolino, kjer zagotavljala rodovitna kmetijska zemljišča, preden jo zalije veliko umetno Jablaničko jezero, ki je nastalo po izgradnji jezu Jablanica v bližini mesta Jablanica.
Drugi odsek se začne od sotočja Neretve in Rame med Konjicem in Jablanico, kjer Neretva naenkrat skoraj za 180 ° stopinj zavije proti vzhodu-jugovzhodu in teče kratko, preden doseže mesto Jablanica, od koder se spet obrne proti jugu. Iz Jablanice vstopa Neretva v tretji in največji kanjon na svojem toku, ki teče skozi strma pobočja gora Prenj, Čvrsnica in Čabulja, in doseže globino 800–1200 metrov. Med Jablanico in Mostarjem delujejo trije hidroelektrarne.
Ko se Neretva drugič in zadnjič razširi, doseže svoj tretji odsek. To območje pogosto pogovorno imenujemo bosansko-hercegovska Kalifornija. Zadnjih 30 kilometrov njenega toka tvori široko aluvialno delto, preden se reka izlije v Jadransko morje .

### Pritoki
Reke Tatinca (znane tudi kot Jezernica), Gornji Krupac in Donji Krupac, Ljuta (znana tudi kot Dindolka), Jesenica, Bjelimićka Rijeka, Slatinica, Račica, Rakitnica, Ljuta (Konjička) , Trešanica, Neretvica, Rama, Doljanka, Drežanka, Grabovica, Radobolja in Trebižat stečejo v Neretvo z desne, Jezernica, Živanjski potok (znan tudi kot Živašnica), Lađanica, Krupac, Bukovica, Šištica, Bijela, Idbar, Glogošnica, Mostarska Bela, Buna, Bregava in pretok Krupa se stečejo z leve strani.

### Naselja
Mesta in vasi ob Neretvi so: Ulog, Glavatičevo, Konjic, Čelebići, Ostrožac, Jablanica, Grabovica, Drežnica, Bijelo polje, Vrapčići, Mostar, Buna, zgodovinsko mesto Blagaj, Žitomislići, zgodovinska vas Počitelj, Tasovčići, Čapljina in Gabela v Bosni in Hercegovini in Metković, Opuzen, Komin, Rogotin in Ploče na Hrvaškem. Največje mesto ob Neretvi je Mostar v Bosni in Hercegovini. 
- Kanjon Zgornje Neretve blizu Glavatičevega
- Neretva v Mostarju
- Povirje Neretve - Prvo od treh izrazitih kanjonov, tik ob Ulogu
- Kraški vodonosnik z neretvansko bogato sladko vodo - Drugi od treh izrazitih kanjonov, tik ob Glavatičevem in pred Konjicem
- Zgornja dolina Neretve, območje vasi Glavatičevo, navzgor od Konjica
- Reka Rakitnica in njen kanjon

## Zgornja Neretva
Zgornji tok Neretve se preprosto imenuje Zgornja Neretva (bosansko Gornja Neretva). Vključuje številne potoke in izvire, tri večja ledeniška jezera v bližini reke in več jezer, raztresenih po gorah Treskavice in Zelengore na širšem območju, gore, vrhove in gozdove, rastlinstvo in živalstvo območja. Zgornja Neretva ima čistost razreda I in je med najhladnejšimi rečnimi vodami na svetu, ki ima v poletnih mesecih pogosto le 7–8 stopinj Celzija. Izvira iz podnožja Zelengore in Lebršnika. Neretva teče v neurejenih brzicah in slapovih, v katerih so strme soteske, ki segajo do globine 600–800 metrov.

### Reka Rakitnica
Rakitnica je glavni pritok prvega odseka Zgornje Neretve. Reka Rakitnica tvori 26 km dolg kanjon od skupaj 32 km dolžine, ki se razteza med Bjelašnico in Visočico na jugovzhodu od Sarajeva. Od kanjona se 800 m nižje spušča pohodna pot po grebenu kanjona Rakitnice, do znamenite vasice Lukomir. Vas je edina preostala tradicionalna pol nomadska bošnjaška gorska vasica. Na skoraj 1500 m ima Lukomir kamnite domove s strešniki iz češnjevega lesa. Je najvišja in najbolj osamljena gorska vas v državi. Vas je od prvih snežišč decembra do konca aprila in včasih tudi pozneje nedostopna, razen s smučmi ali peš.

## Srednja Neretva
Hidrografsko se odsek Srednje Neretve začne od mesta Konjic, toda po izgradnji hidroelektrarne Jablanica in poplavi velike rodovitne doline med Konjicem in Jablanico, ki je bila od srednjega veka preprosto imenovana Neretva, je nova točka za hidrografsko delitev postal jez HE Jablanica, kjer je tudi sotočje rek Neretve in Rame. Tu se reka Neretva nenadoma obrne skoraj za 180 ° zavije proti vzhodu-jugovzhodu in teče po kratkem kraku, preden pride do mesta Jablanica. S te točke zavije spet proti jugu in vstopi v tretji in največji kanjon na njenem toku, ki teče skozi strma pobočja gora Prenj, Čvrsnice in Čabulja, in sega v globino med 800–1200 metrov. Za ta odsek sta značilna strm in razmeroma ozek kanjon ter groba kraška geologija in hidrologija. Štiri ogromne pečine se pojavljajo na pobočjih, ki tvorijo stene kanjona, dve z vsake strani reke, ki se sekata z glavnim kanjonom skoraj pravokotno. Na tem odseku Neretva sprejme le štiri majhne potove, ki tečejo skozi te stranske doline, ki so razmeroma kratke. Nižje od Jablanice, prva dva z vsake strani, sta potok Glogošnica z istoimenskim kanjonom in majhno vasico na levi strani ter potok Grabovica z istoimenskim kanjonom in zgodovinsko vasjo na desni strani. 
Nadaljnje navzdol se na vsaki strani spet pojavita dve veliko večji dolini, najprej na desni potok Drežanka in njena velika in strma dolina z dvema istoimenskima vasicama, Donjo (Spodnjo) in Gornjo (Zgornjo) Drežnico, ter Mostarsko Bijelo kot ena najbolj neokrnjenih dolin v Bosni in Hercegovini, z istoimenskim edinstvenim značilnim podzemeljskim tokom, stisnjenim globoko v goro Prenj na levi strani. Čeprav so ti potoki majhni, se na obeh straneh kanjona ob rečnih bregovih dvigajo tudi številni izviri z visokim pretokom. Na tem odseku Neretve, med Jablanico in Mostarjem, delujejo tri velike hidroelektrarne in sicer HE Grabovica, HE Salakovac in HE Mostar.

### Jezera
Jablaniško jezero je veliko umetno jezero na reki Neretvi, tik pod Konjicami, kjer se Neretva razširi v široko dolino. Reka je omogočala rodovitna, kmetijska zemljišča, preden je jezero poplavilo večino. Nastalo je leta 1953 po gradnji velikega gravitacijskega jezu v bližini Jablanice. Jezero ima nepravilno podolgovato obliko, njegova širina pa se spreminja po njegovi dolžini. Jezero je priljubljena počitniška točka.

## Spodnja Neretva in mokrišča
Dolina se dolvodno od sotočja njenih pritokov, reke Trebižat in Bregava razširi v aluvialni stožec, ki obsega 20.000 hektarjev. Zgornja dolina, 7411 hektarjev se imenuje Hutovo Blato.

### Hutovo blato
Hutovo blato je od leta 2001 zaščiteno v skladu z Ramsarsko konvencijo. Skupaj z delto Neretve, ki je zaščitena že od leta 1992 obe območji tvorita eno celotno Ramsarsko območje, ki je fizična entiteta, deljena z državno mejo. Mednarodno pomembna območja za ptice, program, ki ga izvaja BirdLife International, zajema zaščitena območja na Hrvaškem in v Bosni in Hercegovini.
Hutovo blato je od leta 1995 zaščiteno tudi kot Naravni park Hutovo Blato  in ga upravlja javni organ. Celotno območje je zaščiteno pred vplivi ljudi in zagotavlja habitat mnogim rastlinam in živalim. V parku leži tudi zgodovinska lokacija Stara trdnjava.
Gornje Blato-Deransko jezero oskrbujejo kraški vodni viri reke Trebišnjice, ki teče z okoliških gričev. Hidrogeološko je povezano z reko Neretvo skozi njen iztok, reko Krupo, ki je nastala iz petih jezer (Škrka, Deranja, Jelim, Orah, Drijen). Veliki odseki so trajno poplavljeni in izolirani s širokimi nasadi trstičja in dreves. Predstavlja bolj zanimivo ohranjeno območje.

### Reka Krupa
Reka Krupa je levi pritok Neretve in glavni vodni tok Hutovega Blata, ki vodi iz Gornjega Blata in Svitavskega jezera v reko Neretvo. Dolžina Krupe je 9 km, povprečna globina 5 metrov. Krupa nima točno določenega izvira, je pa krak Deranskega jezera. Tudi Krupa je edinstvena reka v Evropi, saj teče v obe smeri. Iz ustja izvira in se vrača nazaj. To se zgodi, ko visok vodostaj Neretve povzroči, da potisne Krupo v nasprotni smeri.

### Delta Neretve
Neretva se mimo mest in vasi v Bosni in Hercegovini razlije v Jadransko morje in tako ustvari delto in  mokrišče, ki je po Ramsarski konvenciji navedeno kot mednarodno pomembno.
V tej spodnji aluvialni dolini na Hrvaškem se reka Neretva razcepi na več krakov in ustvari delto, ki obsega približno 12.000 hektarjev. Delta je bila zmanjšana z obsežnimi melioracijskimi projekti, ki so rečne tokove zmanjšali na samo tri krake od prvotnih dvanajstih. Barja, lagune in jezera, ki so nekoč prekrivala to ravnico, so izginila, ohranjeni so le drobci starih sredozemskih mokrišč. Mokrišča, močvirja in lagune, jezera, plaže, reke, grički (apnenčasti griči) in gore obkrožajo delto s petimi zaščitenimi območji s skupno površino 1620 ha. To so ornitološki, ihtiološki in krajinski rezervati. 
- Hutovo Blato
- Hutovo Blato
- Reka Krupa
- Obdelane reže in naravna barja kompleksa delte Neretve
- Izliv reke Neretve v bližini pristaniškega mesta Ploče na Hrvaškem.

## Endemične in ogrožene vrste
Dinarski kraški vodni sistemi podpirajo 25 % od 546 vrst rib v Evropi, veliko endemičnih. Reka Neretva ima, skupaj s štirimi drugimi območji v Sredozemlju, največje število ogroženih sladkovodnih rib. Stopnja endemizma v kraški ekoregiji je večja od 10 %. Več vrst rib ima majhne habitate in je ranljivo, zato so od leta 2006 vključene na rdeči seznam ogroženih rib. V jadranskem bazenu je 88 vrst rib, od tega 44 mediteranskih endemičnih vrst, 41 pa je jadranskih endemtov. Več kot polovica vrst rib jadranskega povodja naseljuje Neretvo, Omblo, Trebišnjico, reko Moračo in njihove pritoke, več kot 30 pa je endemičnih .

### Invazivne vrste
Populacija ščuk (Sander lucioperca Linnaeus 1758) ) v povodju reke Neretve je bila leta 1990 prvič opažena. Reka Rama, desni pritok Neretve in njeno Ramsko jezero sta dobila neznano količino te alohtonske vrste. Število osebkov se je v akumulacijskih jezerih Neretve povečalo. To dejstvo potrjuje prejšnje znanstvene domneve Škrijelja (1991, 1995), ki je napovedoval možnost izselitve ščuke iz Ramskega jezera v reko Ramo in nato naprej po reki in njenih jezerih. Leta 1990 je populacija ščuk predstavljala 1,95 % ribje populacije v Ramskem jezeru. V desetletju se je ta v bližnjem Jablaničkem jezeru povzpela na 25,42 %.
Pričakuje se, da bo hitrost rasti in premestitve ščuk ustrezala okoljskim razmeram zaradi srednjeekološke valence te ribe. V tem smislu gre za uveljavljeno stalno in pospešeno rast populacijske dinamike ščuk v Jablaniškem jezeru, razmeroma dobra zastopanost v Salakovačkem jezeru in začetek rasti populacije v Graboviškem jezeru. Vzporedno s povečanjem ščuk se kaže zmanjšanje avtohtonih vrst, kot je klen, (Squalius cephalus), izginotje redkih in endemičnih vrst, kot je krapovca Squalius svallize in Leuciscus svallize (Heckel & Kner 1858), neretvanska postrv Salmothymus obtusirostris oxyrhinchus Steind. in soška postrv (Salmo marmoratus Cuv.).
Ščuka povzroča jasno vidne negativne učinke na avtohtone vrste v Jablaniškem jezeru. V Salakovačnem jezeru so ti učinki v teku, čeprav manj vidni, medtem ko v Grabovičkom jezeru še niso jasno vidni.

### Postrvi
Postrvi (Salmonidae) iz porečja Neretve se močno razlikujejo v morfologiji, ekologiji in obnašanju. 
Med najbolj ogroženimi so tri endemične vrste postrvi: neretvanska postrv (Salmothymus obtusirostris oxyrhinchus Steind.), Salmo dentex in soška postrv (Salmo marmoratus Cuv.) 
Vse tri vrste postrvi v Neretvi so ogrožene, večinoma zaradi uničenja habitata ali gradnje velikih / večjih jezov (višjih od 15–20 m; glavni je večji od 150 m). Druge težave so hibridizacijo ali gensko onesnaževanje z vnesenimi tujerodnimi postrvmi, nezakonitim ribolovom in slabim upravljanjem z vodami in ribištvom. 

### Pravi krapovci
Najbolj ogroženi krapovci (družina Cyprinidae) so endemični.
Posebej zanimivih je pet Phoxinellus (podvrsta), ki naseljujejo osamljene kraške ravnine (polja) vzhodne in zahodne Hercegovine, ki sčasoma dosežejo razvodnice Neretve in / ali obalne iztoke jugovzhodne Dalmacije.
- Kraški pisanec (Phoxinellus metohiensis) velja za ranljivega (VU).
- Južnodalmatinski pisanec (Phoxinellus pstrossii) je ogrožen, vendar je bil označen s pomanjkljivimi podatkov (DD) in ni bil uvrščen na rdeči seznam ogroženih vrst različice IUCN.
- Šteje se, da je dalmatinski pisanec (Phoxinellus ghetaldii) ranljiv.
- Jadranski pisanec (Phoxinellus alepidotus) je endemičen za Bosno in Hercegovino ter Hrvaško in se pojavlja v nižinskih vodnih telesih z malo toka. Ogrožen je zaradi onesnaženja in uničenja habitatov[20].
- Pegasti pisanec (Phoxinellus adspersus) je endemičen v reki Tihaljini, ki se napaja iz podzemnih voda z Imotskega polja in je prek reke Mlade povezan z reko Trebižat. Pojavlja se tudi v mokriščih Mostarskega Blata. Ribe so našli v izviru reke Norin, desnega pritoka spodnje Neretve pri Metkoviću na Hrvaškem, na jezeru Kuti, levem pritoku spodnje Neretve, na Imotskem polju v Rdečem jezeru (Hrvaška) in odtoku reke Vrljike in v bližini Vrgorca v sistemu reke Matice. Velja za ranljivo
- Pisanec Chondrostoma phoxinus velja za kritično ogroženega (CR)
- Neretvanski pisanec (Chondrostoma knerii) je endemsko povezano z Neretvo. Razširjen je predvsem v spodnjih delih in delti, reki Krupi, naravnem parku Hutovo Blato in mokriščih delte Neretve. Pojavlja se v vodnih telesih z malo toka. Grozi mu uničenje habitata in onesnaževanje. Velja za ranljivo vrsto (VU).

• Squalius svallize ali Leuciscus svallize Heckel & Kner 1858 je ranljiv endemit, čeprav ga najdemo tudi v Črni gori in Albaniji. Odrasli naseljujejo vodna telesa na nizkih ravnicah, z malo toka in v jezerih. Prehranjujejo se z nevretenčarji. Grozi mu onesnaženje, uničenje habitatov in vnos drugih vrst.
- Squalius illyricus tudi Leuciscus illyricus Heckel & Kner 1858 naseljuje kraške vode Bosne in Hercegovine, Hrvaške in Albanije. Pojavlja se v vodotokih na nizkih ravnicah, z malo toka. Prehranjuje se z nevretenčarji. Poudarja ga uničenje habitatov, onesnaževanje in vnesene vrste. Šteje se, da je blizu ogroženosti (NT).
- Leuciscus turskyi tudi Squalius turskyi turskyi in Telestes turskyi naseljuje kraške vode, jezero Buško Blato ter reki Krko in Čikolo. Pojavlja se na nižinskih ravnicah, z malo toka in v jezerih. Prehranjuje se z nevretenčarji. Grožnje vključujejo odvzem vode in onesnaževanje. Velja za kritično ogroženo vrsto (CR).
- Aulopyge hugeli naseljuje kraške potoke Glamočkoga polja, Livanjsko polje in Duvanjsko polje, jezera Buško blato, Blidinje in Cetini, Krki in Zrmanji. Pojavlja se v mirnih vodah in se prehranjuje z rastlinami. Ribam grozi onesnaževanje vode in uničenje habitatov in velja za ogrožene. Na Livanjskem polju je selitvena vrsta.

### Činklje
Neretvanska činklja (Cobitis narentana Karaman, 1928) je jadranski endemit, ki naseljuje ozko območje porečja Neretve na Hrvaškem in v Bosni in Hercegovini. V Bosni in Hercegovini naseljuje le spodnjo Neretvo in njene manjše pritoke kot npr. reka Matica. Na Hrvaškem je strogo varovana vrsta in naseljuje le delto Neretve in njene manjše pritoke, Norin in jezerske sisteme delte Neretve (jezero Baćina, Kuti, Desne, Modro oko). Velja za ranljivo (VU).

### Endemiti delte Neretve
Delta Neretve gosti več kot 20 endemičnih vrst, od tega 18 endemičnih v jadranskem povodju, skupaj s tremi endemičnimi vrstami na Hrvaškem. Skoraj polovica (45 %) celotnega števila vrst, ki naseljujejo to območje, je vključenih v eno od kategorij ogroženosti in so večinoma endemične. 

## Polemika o hidroenergiji
Koristi, ki jih prinašajo hidroelektrarne, so prinesle okoljske in družbene stroške. Vode reke Neretve z glavnima pritokoma, Ramo in Trebišnjico, že izkorišča 9 (devet) hidroelektrarn z velikimi jezovi, štiri na glavnem toku Neretve, ena z glavnim jezom na pritoku Rame in še tri na reki Trebišnjici.
- Pred tem - kanjon Neretve v bližini mesta Jablanica (okoli leta 1920), dolgo pred jezom Grabovica.
- Potem - kanjon Neretve, ki ga je za jezom Grabovica preplavilo jezero Grabovica (vode izpuščene).

Te zmogljivosti so naslednje:
- na Neretvi: hidroelektrarna Jablanica, hidroelektrarna Grabovica, hidroelektrarna Salakovac, hidroelektrarna Mostar;
- na Rami: hidroelektrarna Rama;
- na Trebišnjici: hidroelektrarna Trebinje-1, hidroelektrarna Trebinje-2, hidroelektrarna Čapljina, hidroelektrarna Dubrovnik (na Hrvaškem

Na manjših pritokih je dodatno število hidroelektrarn različnih zmogljivosti, kot so hidroelektrarne Mostarsko Blato na Lištici (nizvodno od HE Jasenica), hidroelektrarna Peć Mlini na Trebižatu in številne male hidroelektrarne na majhnih rečnih pritokih, kot so Tatinac, Trešanica, Neretvica in Duščica, in drugih.

### Projekti v Zgornji Neretvi
Vlada Bosne in Hercegovine je predstavila načrte za izgradnjo še treh hidroelektrarn z jezovi višine 150,5 metra gorvodno od obstoječih elektrarn, začenši s hidroelektrarno Glavatičevo v vasi Glavatičevo, nato pa gorvodno do hidroelektrarne Bjelimići in hidroelektrarne Ljubuča, ki so v bližini istoimenskih vasi; in drugo, s strani Republike Srbske, v soteski Neretve, ob izviru reke. Temu nasprotujejo okoljske in nevladne organizacije, kot sta Zeleni-Neretva Konjic  in Svetovni sklad za prostoživeče živali (WWF) . 
Bosna in Hercegovina pripravlja vzporedni načrt za oblikovanje velikega nacionalnega parka, ki bo vključeval celotno regijo Zgornja Neretva, znotraj parka pa tri hidroelektrarne. Najnovejša ideja je, da bi bil park razdeljen na dva dela, kjer bi Neretva morala biti izključena iz obeh in bi postala meja med parki. Tisti, ki nasprotujejo načrtu, si želijo območje spremeniti v nacionalni park Zgornja Neretva in bi ga pustili brez bistvenega razvoja. 

## Kulturni in zgodovinski pomen

### Antika
V antiki je bila Neretva znana kot Narenta, Narona in Naro(n), ob katere notranjosti je živelo starodavno ilirsko pleme Ardijejci. Postali so ladjarji, pomorščaki in ribiči. Arheološka odkritja ilirske kulture so obravnavala tako vsakdanje kot versko življenje, kot je odkritje starodavnih ilirskih brodolomov, najdenih v Hutovem Blatu, v bližini reke Neretve .
Po intenzivnih izkopavanjih na območju Hutovega Blata jeseni 2008 so arheologi z bosansko-hercegovske univerze v Mostarju in švedske univerze v Lundu našli sledi ilirske trgovske postojanke, stare več kot dva tisoč let. Najdba je v evropski perspektivi edinstvena in arheologi so ugotovili, da je bil Desilo, kot se imenuje lokacija, pomembno trgovsko mesto, ki je imelo velik pomen za stike med Iliri in Rimljani. Arheološke najdbe vključujejo ruševine naselja, ostanke pristanišča, ki je verjetno delovalo kot trgovska postojanka, pa tudi številne potopljene čolne, v celoti natovorjene z vinskimi vrči - tako imenovanimi amforami - iz 1. stoletja pred našim štetjem . Arheolog Adam Lindhagen je trdil, da je to najpomembnejša ilirska ruševina. 

### Rimsko obdobje
Eden najpomembnejših spomenikov rimskih časov v Bosni in Hercegovini je Mogorjelo. Ostanki stare rimske predmestne vile rustice iz 4. stoletja so 1 kilometer južno od mesta Čapljina, in predstavljajo staro rimsko kmečko posestvo, mline, pekarne, rafinerijo oljčnega olja in kovačije.  Vila je bila uničena sredi 4. stoletja, med invazijo zahodnih Gotov. Preživeli prebivalci se niso povrnili v prvotni sijaj. 
Domneva se, da ime Mogorjelo izhaja iz slovanske besede 'zgorelo', 'goreti' ali da je bila cerkev, zgrajena na razvalinah vile konec 5. stoletja, posvečena sv. Hermagorju – Mogorju .

### Srednji vek
V zgodnjem srednjem veku so to območje naseljevali južnoslovanski Neretvani. Bili so znani po piratstvu in so se uprli pokristjanjevanju, dokler jih na koncu 10. in 11. stoletja niso porazili Benečani, nato pa Bizantinci. 
Gabela je bogato arheološko najdišče na bregu Neretve, ki leži 5 km južno od Čapljine. Skupaj z izrazitimi srednjeveškimi zgradbami so ohranjeni ostanki obzidja Starega mesta in skulptura kamnitega leva – beneškega simbola. Gabela je bila zaradi svojega izjemnega geostrateškega položaja povezana z Homerjevim najbolj znanim delom – Iliada.

### Osmansko obdobje
Stari most je leta 1557 naročil Sulejman I. Veličastni, da bi nadomestil starejši leseni viseči most. Gradnja se je začela leta 1557 in trajala devet let: po napisu je bil most dokončan leta 974 AH (leto hidžre), kar ustreza obdobju med 19. julijem 1566 in 7. julijem 1567. Spomini in legende ter ime graditelja, Mimarja Hajrudina (študenta Mimara Sinana), osmanskega arhitekta) se je pisno ohranil. Obtožen na smrt, ker je zgradil most takšnih neslutenih dimenzij, se je po poročanju pripravil na lastni pogreb na dan, ko so pod dokončano zgradbo končno odstranili gradbene odre. Po dokončanju je bil to največji umetni lok na svetu. S tem povezana tehnična vprašanja ostajajo nejasna: kako so postavili odre, kako so prevažali kamen z enega brega na drugega in kako so med gradnjo vzdrževali odre. 9. novembra 1993 je bil med vojno v Bosni in Hercegovini uničen s topniškim granatiranjem . Po vojni so bili Takoj pripravljeni načrti za obnovo mostu kot simbola miru in etnične harmonije, ki dobesedno premošča obe strani konflikta. Skušali so ponovno uporabiti čim več izvirnega gradiva. Reševalne operacije, ki jih je financirala mednarodna skupnost, so dvigale kamenje in ostanke mostu iz rečnega dna. Manjkajoči elementi ali deli, ki niso bili uporabni, so bili izrezani iz prvotnega kamnoloma. Most, ki je zdaj na seznamu Unescove svetovne dediščine, je bil tudi obnovljen pod okriljem Unesca. Njegovih 1088 kamnov je bilo oblikovanih v skladu s prvotnimi tehnikami, s stroški približno 12 milijonov EUR. Svečano odprtje je bilo 23. julija 2004.
Tradicionalno je, da mladi moški v mestu skačejo s 24 m bisokega mostu v Neretvo. Praksa sega v leto 1566, čas, ko je bil most zgrajen in vsako poletje se je pred prebivalstvom odvija ta prireditev. Prvi zapisan primer, da je nekdo skočil z mostu, je iz leta 1664. Leta 1968 so uradno odprli tekmovanje v skokih, ki se od tedaj odvija vsako poletje .
Počitelj je na hribu v bližini Mostarja in je lahko dostopen z avtobusom. Tako kot na številnih drugih bosanskih lokacijah je tudi to mesto osmansko zasnovano. Je zgodovinsko utrjeno mesto s karavanserajem in hamamom. Tu je tudi tradicionalna džamija. Med bosansko vojno je bil Počitelj močno poškodovan in večina prebivalcev je pobegnila in se ni več vrnila.

### Druga svetovna vojna: Bitka na Neretvi
Znamenita Bitka na Neretvi je igrani film, nominiran za oskarja iz leta 1969, ki prikazuje dogodke iz druge svetovne vojne in dejansko bitko na Neretvi. [61] Operacija je imela kodni znak Fall Weiß, nemški načrt kombiniranega napada, ki so ga začeli v začetku leta 1943 na jugoslovanske partizane po celotni okupirani Jugoslaviji. Ofenziva je potekala med januarjem in aprilom 1943. V socialističnih jugoslovanskih časih je bila operacija znana kot četrta sovražnikova ofenziva ali kot bitka za ranjene.
V nekem trenutku med bitko so partizane ujeli v žep s hrbtom proti reki Neretvi. V bližini Jablanice se je 20.000 partizanov pod poveljstvom maršala Josipa Broza Tita skupaj z vrhovnim štabom in glavno bolnišnico rešilo s približno 4500 ranjenimi tovariši in bolniki z tifusom, pred približno 150.000 borci Osi.

## V popularni kulturi
Slavni bosanski in hercegovski pesnik Mak Dizdar je reko Neretvo pogosto uporabil kot motiv v svoji poeziji, poleg drugih zgodovinskih, kulturnih in naravnih posebnosti svoje rodne Hercegovine. Znamenita bitka pri Neretvi je igrani film. Veliko ljudskih pesmi je napisanih ali izvedenih z Neretvo kot glavno temo.

## Galerija
- Slikano iz vlaka med Jablanico in Mostarjem
- Stari most v Mostarju
- Neretva v Mostarju
- Ustje Neretve in Jadransko morje